# Adam Kadmon

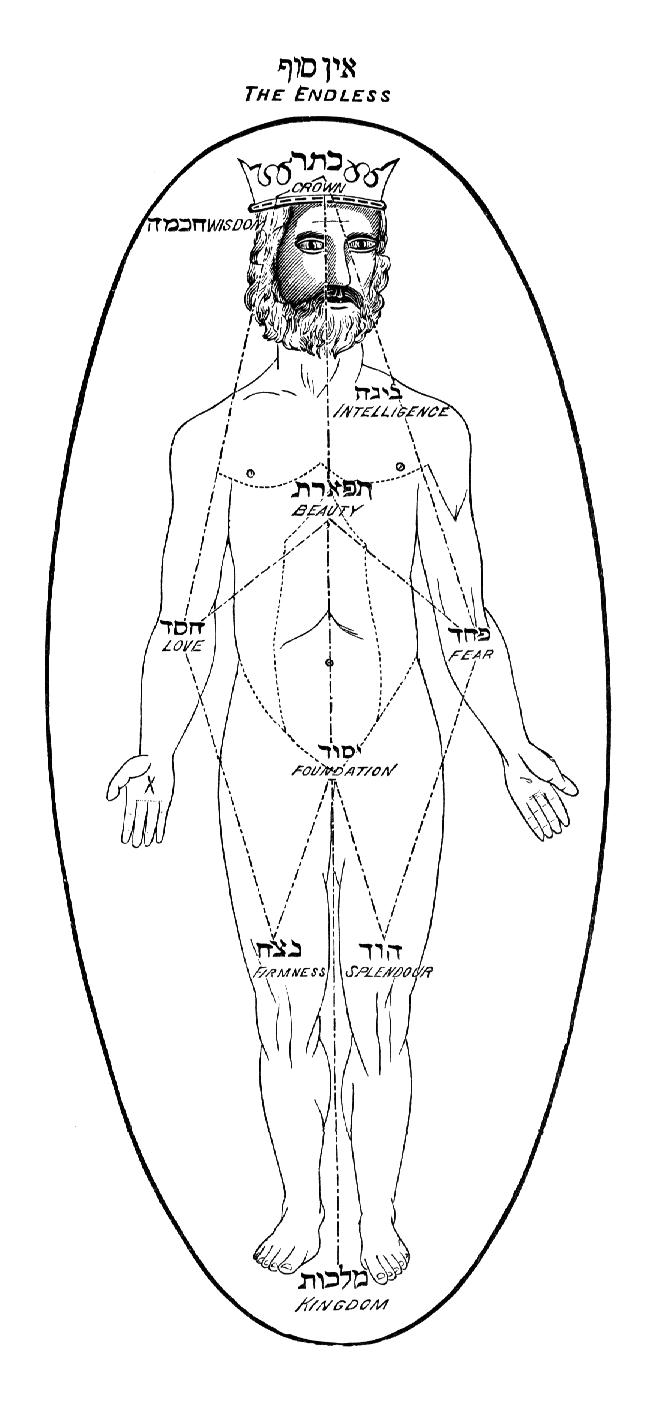
Adam Kadmon - diagram sefirotu

Adam Kadmon (hebrejsky אָדָם קַדְמוֹן‎), doslova „Člověk Původní“ či „Předvěký“, je podle židovské tradice zachycené v literatuře typu ši'ur koma spojován s makrokosmickou představou člověka, jakýmsi lidským předobrazem. V luriánské kabale pak tato mystická představa odkazuje na duchovně nejvyšší svět, který byl stvořen a je tedy nejblíže k Hospodinu. Teprve z něho, onoho Adama Kadmona, prvního tvora, jenž zaplnil prvotní prostor cimcumu, vzešlo všechno ostatní stvoření.

## Původ
Termín je používán na označení fáze vzniku linky mezi Ejn Sof a sefirami coby projevů vlastností a jejich dynamiky, skrze které se Bůh zjevuje a je poznatelný stvořenému světu. Tato fáze je pojatá v antropomorfní terminologii jako kosmický člověk. Ejn Sof se vynořuje z úkrytu a vytváří Adama Kadmona, entitu s potenciálem obsahovat sefiry. Světla, také označovaná jako spirituální entity, vycházejí z Adamových orgánů a tvoří nádoby, které mají být naplněny dalším světlem z jednotlivých sefir. Za tím se skrývá pradávná myšlenka, že v kosmu je zapsáno gigantické lidské tělo jako člověk stvořený přesně podle obrazu Boha. Adam Kadmon obsahuje veškeré stvoření světa, ale jen jako potenciál skrytý v sefirách. 
Adam Kadmon samotný je sféra nekonečného světla, toto světlo podle některých výkladů vychází z jeho úst, jiní tvrdí, že i z očí, uší a nosních dírek. Obsahuje myriády světů. Těmito světy jsou myšleny spirituální domény, ovládané určitou sefirou. Sám Adam Kadmon je vlastní doménou patřící sefiře Keter, z níž vycházejí první čtyři světy: acilut (svět emanace a božství), beri'a (svět stvoření), jecira (svět formování) a asija (svět zhotovení, sestavení).